# Indoribates brevisetosus
Indoribates brevisetosus är en kvalsterart som först beskrevs av Bayartogtokh 2000.  Indoribates brevisetosus ingår i släktet Indoribates och familjen Haplozetidae. Inga underarter finns listade i Catalogue of Life.